# Urija
Urija är ett samhälle i Bosnien och Hercegovina.   Det ligger i entiteten Federationen Bosnien och Hercegovina, i den centrala delen av landet, 80 km väster om huvudstaden Sarajevo. Urija ligger 603 meter över havet och antalet invånare är 200.
Terrängen runt Urija är varierad. Närmaste större samhälle är Bugojno, 8,4 km sydost om Urija. 
Omgivningarna runt Urija är en mosaik av jordbruksmark och naturlig växtlighet. Runt Urija är det ganska tätbefolkat, med 93 invånare per kvadratkilometer.